# Соглашение о делимитации морской границы между Доминикой и Францией
Соглашение о делимитации морской границы между Доминикой и Францией было подписано в 1987 году и определило морскую границу между Доминикой и французскими островами Гваделупой и Мартиникой . Это был первый международный договор о делимитации морской границы в регионе Центральной Америки / Вест-Индии, основанный на принципах Конвенции ООН по морскому праву.

## История
Соглашение было подписано в Париже 7 сентября 1987 года. Текст соглашения устанавливает две границы. Первая граница разделяет Доминику от Гваделупы на севере, составляет 298 морских миль (552 км) в длину и представляет собой упрощенную эквидистантную линию, которая проходит через пролив Доминика примерно в направлении восток-запад. Состоит из семи прямых морских участков, определяемых восемью отдельными координатными точками.
Более южная граница отделяет Доминику от Мартиники на юге. Граница составляет 294 морских мили (544 км) в длину и представляет собой упрощенную эквидистантную линию, которая проходит через пролив Мартиника примерно в направлении восток-запад и примерно параллельно первой границе. Состоит из пяти отрезков прямой, определяемых шестью отдельными координатными точками.
Соглашение вступило в силу 23 декабря 1988 года, после его ратификации обоими государствами. Полное название — Соглашение о делимитации морской границы между правительством Французской Республики и правительством Доминики. Соглашение подписали премьер-министр Франции Жак Ширак и премьер-министр Доминики Юджиния Чарлз.